# Thomas de Herenthals

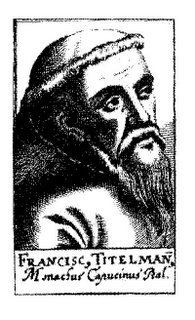
Frans Titelmans, confrère et éditeur de Thomas.

Thomas de Herenthals (en latin: Herentalinus), né aux environs de 1480 et décédé en 1530, est un frère franciscain des Pays-Bas méridionaux qui compte parmi les premiers opposants aux idées et à la doctrine de Luther.

## Biographie
Thomas est probablement né à Herentals (Belgique), aux alentours de 1480. Entré chez les frères mineurs franciscains, il devient un prédicateur renommé, 'gardien' (c'est-à-dire: supérieur religieux) et lecteur de théologie au couvent des récollets d'Ypres. C'est là qu'il meurt le 29 décembre 1530. 

## Postérité
En 1519, Thomas prêche en l'église Saint-Martin d'Ypres, en présence des autorités du diocèse de Thérouanne. Il en profite pour mettre en garde l'auditoire contre le danger que représente à ses yeux la doctrine de Luther, récemment parue, en opposition avec l'enseignement traditionnel de l'Église, dont il rappelle les grandes lignes. L'orthodoxie de son discours ayant été par la suite reconnue par les autorités ecclésiastiques, le franciscain d'Ypres peut être considéré comme l'un des premiers à avoir dénoncé le luthéranisme, quelque temps avant que celui-ci ne soit officiellement condamné par la faculté de théologie de l'université de Louvain, le 7 novembre 1519. 
Le souci de prémunir les Pays-Bas méridionaux contre les idées protestantes, inspire également l'ouvrage principal de Thomas : Der Speghel des kersten levens (Le miroir de la vie chrétienne), dans lequel l'auteur développe l'enseignement du catholicisme concernant les dix articles du Credo et les sept sacrements. Édité, après la mort de Thomas, par son confrère Frans Titelmans, ce livre a connu dix éditions entre 1532 et 1569, et a été traduit en latin par un autre franciscain, Nicolas-Tacite Zegers, sous le titre Speculum vitae christianae (Anvers, 1549; Cologne, 1555).        

### Œuvres
- Frans Titelmans (éditeur), Der Speghel des kersten levens, s. l., 1532.
- Nicolas-Tacite Zegers (traducteur), Speculum vitae christianae, Anvers, 1549; Cologne, 1555.

### Études
- Eu. de Seyn, Herenthals Thomas, in Dictionnaire biographique des Sciences, des Lettres et des Arts en Belgique, tome II, Bruxelles, Éditions L'Avenir, 1936, p. 561, col. 1-2.
- A. Houlaert, Herenthals, Thomas de, in Dictionnaire de spiritualité ascétique et mystique, tome VII, 1re partie, Paris, Beauchesne, 1969, p. 279.